# Músculo reto da coxa
O músculo reto da coxa ou reto femoral é um músculo da coxa. Possui como função principal adução do quadril, além de ser acessório na flexão do quadril, ao mesmo tempo que é também extensor do joelho. Acaba se tornando um Rotador Interno.